# 오이라세역
오이라세역(일본어: 追良瀬駅)은 일본 아오모리현 니시쓰가루군 후카우라정에 위치한 동일본 여객철도 고노 선의 철도역이다. 단선 승강장 1면 1선의 구조를 갖춘 지상역이다.

## 역 주변
- 국도 제101호선
- 오이라세강

## 역사
- 1934년 12월 13일 : 개업.
- 1986년 11월 1일 : 전자 폐색 도입에 의해, 후카우라 - 기타가네가사와 역 구간 1폐색화에 의해 운전 취급 폐지, 무인화.
- 1987년 4월 1일 : 일본국유철도 분할 민영화에 의해, 동일본 여객철도가 승계.
- 2010년 4월 1일 : 후카우라역으로부터 고쇼가와라 역으로 관리역 변경.

## 인접 역
| 동일본 여객철도 고노 선  | 동일본 여객철도 고노 선 | 동일본 여객철도 고노 선 |
| ------------------------ | ----------------------- | ----------------------- |
| 히로토 히가시노시로 방면 | 고노 선                 | 도도로키 가와베 방면    |